# Associação Mutual Israelita Argentina
Associação Mutual Israelita Argentina — AMIA é um centro da comunidade judaica localizado em Buenos Aires, Argentina. 
Estabelecido como Jevrá Kedushá em 1894, sua missão foi concebida para promover o bem-estar e o desenvolvimento da vida judaica na Argentina e garantir a continuidade e os valores da comunidade judaica. A associação estabeleceu um dos primeiros cemitérios judaicos de Buenos Aires e, posteriormente, fundou a Fundação Tsedaká para caridade. Atendendo à maior comunidade judaica da América Latina na década de 1920, a AMIA inaugurou uma nova sede em Balvanera, bairro de Buenos Aires, em 1945; A AMIA também se tornou a sede da Federação das Comunidades Judaicas Argentinas. Ela cresceu para fornecer e patrocinar uma variedade de atividades educacionais, recreativas e culturais formais e informais, bem como uma cooperativa de saúde. Tornou-se um centro de participação e envolvimento para pessoas de todas as idades na vida judaica e na comunidade em geral.
Possui um serviço de agência de empregos que fornece conexões entre empregadores e possíveis funcionários, além de fornecer treinamento e recursos direcionados a judeus e não judeus, com mais de 500 000 candidatos em seu banco de dados.
A AMIA também mantém o maior cemitério judaico da América Latina, o Cemitério Israelita La Tablada, fundado em 1936.

## Ataque terrorista
Em 18 de julho de 1994, um Renault Trafic carregado com 300 quilos (660 lb) de explosivos se chocou contra o prédio da AMIA e detonou, matando 85 pessoas (67 no próprio prédio e 18 que estavam no prédio). calçada e em um prédio vizinho), e ferindo mais de 300 pessoas. Após o ataque, uma série de investigações federais e internacionais foram lançadas; embora o caso permaneça sem solução, membros de alto escalão do governo do Irã foram indiciados e, em 2007, a assembléia geral da Interpol emitiu avisos vermelhos para cinco funcionários iranianos. Um centro de 8 000 metros quadrados (86 000 pés quadrados) foi posteriormente encomendado para substituir a estrutura AMIA destruída e, em maio de 1999, o novo edifício, uma estrutura modernista de 8 andares separada da rua por um muro de proteção, foi inaugurada.

## Nomes alternativos
Outros nomes para a organização são: Sociedade de Ajuda Mútua Judaica Argentina, Associação de Ajuda Mútua Israelita Argentina (ou Associação Mútua Israelita Argentina), Associação de Ajuda Mútua Judaica Argentina, e Mútua Judaica Associação Argentina.